# أوبري دبليو. يونغ
أوبري دبليو. يونغ (بالإنجليزية: Aubrey W. Young)‏ هو سياسي أمريكي، ولد في 1 مايو 1922 في مونرو في الولايات المتحدة، وتوفي في 7 أبريل 2010 في باتون روج في الولايات المتحدة. حزبياً، نشط في الحزب الديمقراطي.